# Bjarne Kolbeinsson

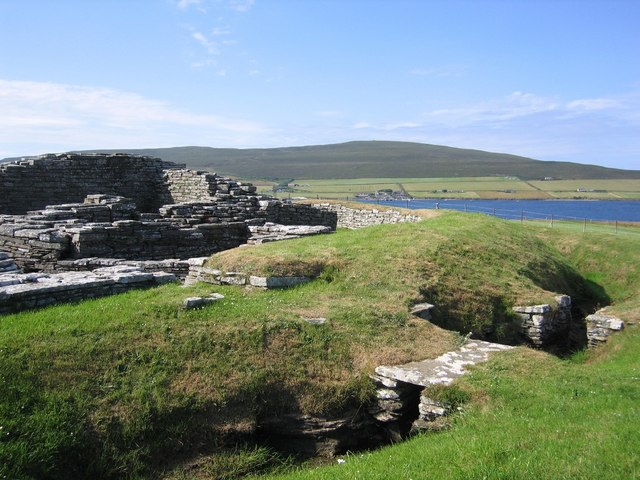
Cubbie Roo's Castle. Vad som återstår av Bjarne Kolbeinssons troliga barndomshem på Wyre.

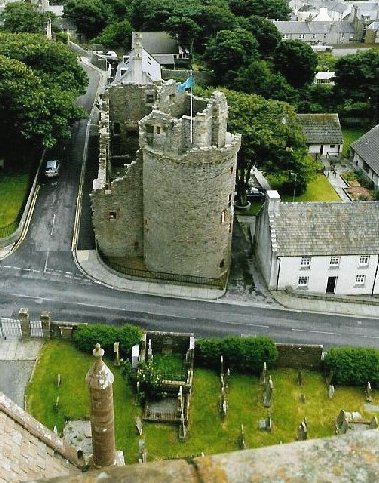
Biskopens residens i Kirkwall, som troligen var Bjarne Kolbeinssons hem under biskopstiden.

Bjarne Kolbeinsson, född omkring 1150, död 15 september 1223, var biskop på Orkneyöarna från 1188 till sin död. Han deltog aktivt i det politiska arbetet på öarna och skickades flera gånger till Norge för att underhandla för Orkneyjarlarnas räkning. Han var också skald och författade dikten Jómsvíkingadrápa.

## Biografi
Bjarnes föräldrar var hövdingen Kolbein Ruga och dennes hustru Herborg, som var dotter till jarlen Pål Torfinnssons dotterdotter. Eftersom Kolbein också ägde gods i Sunnfjord i Norge har det antagits att hans släkt härstammade därifrån. Enligt Orkneyinga saga lät Kolbein Ruga på 1150-talet uppföra en stenborg i Vigr (nuvarande Wyre) på Orkneyöarna, och det är troligen där som Bjarne växte upp. Samma källa uppger även att Bjarne hade tre bröder vid namn Kolbein, Sumarlide och Aslak, samt en syster som hette Frida.
Ingenting är känt om Bjarne Kolbeinssons liv innan han 1188 valdes till biskop över Orkneyöarna. Under sin biskopstid återupptog han byggandet av Sankt Magnuskatedralen i Kirkwall, vilket hade avstannat efter Ragnvald Kales död, och byggnaden blev nu till största delen färdigställd. Bjarne Kolbeinsson var också den drivande kraften bakom Ragnvald Kales helgonförklaring 1192.
Eftersom Orkneyjarlarna, såväl Harald Maddadsson som senare dennes söner Jon och David, hade en fallenhet för att under det norska inbördeskriget satsa på fel häst och liera sig med förlorarna, blev biskop Bjarne, som var respekterad i alla läger, flera gånger sänd till Norge för att medla. Åren 1194–95 följde han Harald jarl till förlikningsmöte med kung Sverre i Bergen.
År 1208 var Bjarne tillbaka i Bergen, nu för att utverka fred för jarlarna Jon och David, vilka han 1210 ledsagade till fredsmöte med kungen. Enligt Hákonar saga deltog Bjarne Kolbeinsson också i biskopsmötet i Bergen 1218, i samband med den gudsdom då Inga från Varteig måste genomgå järnprovet för att bevisa att det var kung Håkon Sverresson som var far till hennes son Håkon Håkonsson. Sista gången Bjarne kom till Norge var på sommaren 1223 då alla biskopar, jarlar och andra framstående män samlades på riksmöte i Bergen för att slutgiltigt avgöra kung Håkons rätt till den norska tronen. Det var i samband med detta möte som Bjarne Kolbeinsson avled den 15 september.

## Verk
Bjarne Kolbeinsson är mest känd som författare till Jómsvíkingadrápa, och troligen är det också han som skrivit ordspråksdikten Málsháttakvæði. Båda dessa kväden uppvisar stora språkliga likheter och följer efter varandra i Codex regius av Snorres Edda, men författarnamn saknas. Några strofer ur Jómsvíkingadrápa citeras dock i den långa Olav Tryggvason-sagan (Óláfs saga Tryggvasonar en mesta) och här nämns "biskop Bjarne" som författare. I en av handskrifterna till Jómsvíkinga saga (AM 510 4to) sägs också "biskop Bjarne" ha diktat en drapa om jomsvikingarna. För Málsháttakvæði däremot finns ingen författaruppgift. Jómsvíkingadrápa är en av de första källor där slaget vid Hjörungavåg sätts i samband med jomsvikingarna, och det är tänkbart att senare sagaförfattare har använt den som underlag till berättelsen om "jomsvikingaslaget".
Det har också föreslagits att det var Bjarne Kolbeinsson som samlade en del av de  nafnaþulur som i några handskrifter av Snorres Edda följer efter Skáldskaparmál, och han är även nämnd som möjlig författare till Orkneyinga saga och till en nu förlorad saga om Ladejarlarna. Ingen av dessa teorier har dock vunnit större anslutning.